# Antonio Falduto
Antonio Falduto ist ein italienischer Filmregisseur und Drehbuchautor.

## Leben
Falduto studierte darstellende Künste am DAMS der Universität Bologna und schrieb seine Abschlussarbeit in Filmgeschichte über die Umsetzung von Shakespeares Werken auf dem Theater und im Film. 1992 legte er mit Antelope Cobbler seinen Debütfilm nach eigenem Drehbuch vor, der in humorvoller Form die komplexen Probleme der italienischen Landbevölkerung schildert. Er wurde beim Festival des italienischen Films in Annecy (Festival du film italien d'Annecy) ausgezeichnet. Danach drehte Falduto zahlreiche Werbefilme und war mehrfach als Drehbuchautor aktiv, so für Giuseppe Tornatore. 2009 war er Koregisseur des Dokumentarfilms La città nel cinema.
Nach langer Pause drehte Falduto 2010 wieder einen Spielfilm, Il console italiano, unter anderem in Südafrika.
Das „Vieste Filmfestival“ steht unter der künstlerischen Leitung Faldutos.

## Filmografie
- 1992: Antelope Cobbler
- 2011: Il console italiano